# Усовершенствованная фотосистема

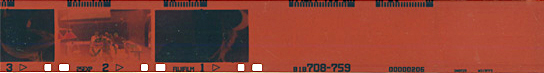
Негатив на плёнке формата IX240

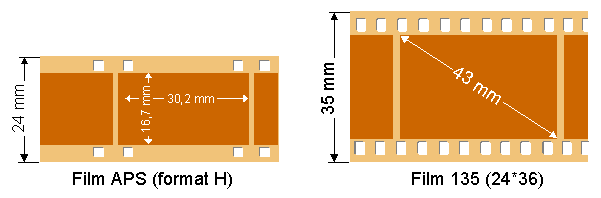
Сравнение формата APS-H и малоформатного кадра

Усовершенствованная фотосистема (англ. Advanced Photo System, APS) — совокупность стандартов фотооборудования, рассчитанного на фотоплёнку формата IX240 шириной 24 мм с расширенными возможностями автоматической обработки. Разработан консорциумом крупнейших производителей аппаратуры и фотоматериалов: Nikon, Canon, Minolta, Kodak и Fujifilm в качестве замены малоформатной фотографии. Плёнки стандарта IX240 выпускались с 1996 года под различными брендами: Advantix (Eastman Kodak), Nexia (Fujifilm), Futura (Agfa) и Centuria (Konica).
Усовершенствованная фотосистема была популярна в конце 1990-х — начале 2000-х годов в любительской фотографии, в основном западных стран. В профессиональных сферах формат не получил распространения, поскольку не обладает существенными преимуществами перед малоформатной фотографией. Вскоре после его появления технологии цифровой фотографии были значительно удешевлены, начав быстро вытеснять фотоплёнку всех форматов. В результате дальнейшие работы над усовершенствованной фотосистемой были свёрнуты, а выпуск аппаратуры и фотоматериалов этого стандарта прекращён. В настоящее время размеры кадра системы (главным образом APS-C) используются для обозначения физических размеров современных фотоматриц.

## Особенности системы

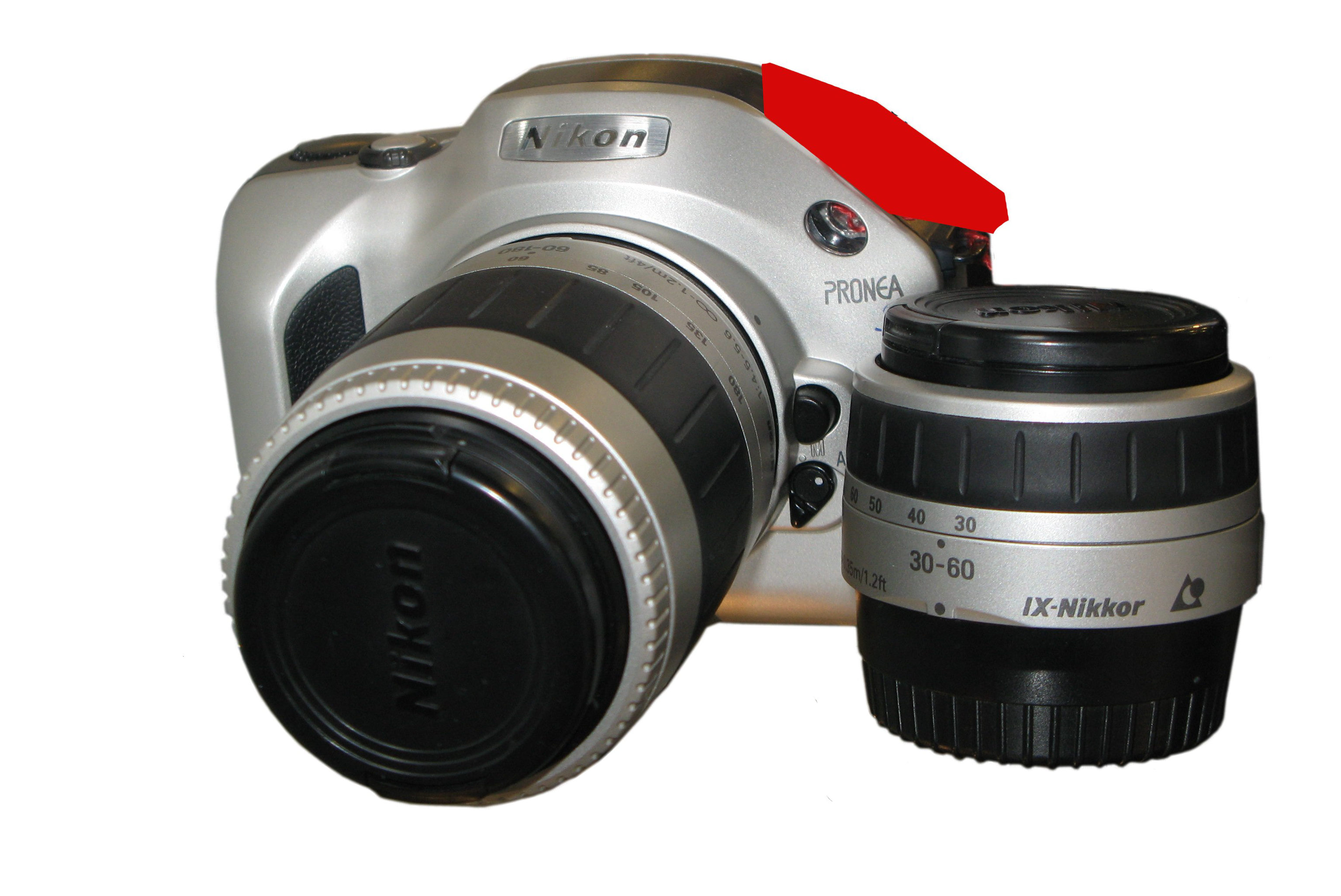
Зеркальный фотоаппарат «Nikon Pronea S» стандарта APS

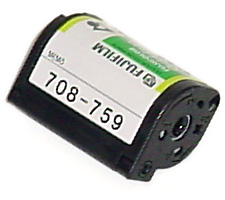
Кассета с плёнкой Advanced Photo System (IX240)

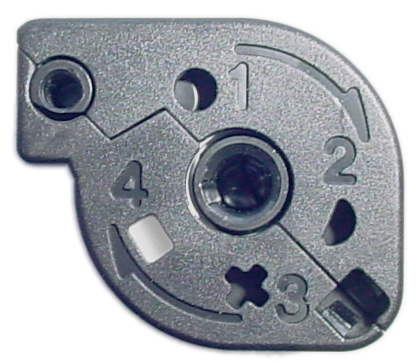
Индикаторы на кассете Advanced Photo System

Появление нового стандарта обусловлено ростом разрешающей способности фотоэмульсий и объективов, позволившим без потери качества уменьшить площадь кадра на треть по сравнению с малым форматом. Плёнка формата APS выпускалась на безусадочной лавсановой подложке шириной 24 мм с односторонней перфорацией. Длина рулона в неразборных кассетах-капсулах могла иметь три значения, позволяя размещать 15, 25 или 40 кадров. Плёнка автоматически покидала кассету только внутри фотокамеры, внутри проявочной машины или автоматического принтера, что исключает большинство источников повреждений изображения.
Возможна перезарядка фотоаппарата после частичной съёмки плёнки при необходимости замены типа фотоматериала. При этом отснятая плёнка сматывается обратно в кассету, а после повторной зарядки камера автоматически находит начало неэкспонированной плёнки.
На плёнку наносились две прозрачные магнитные дорожки, на одну из которых фотоаппаратом записывались данные о параметрах съёмки, а на другую — служебная информация принтера. Некоторые фотоаппараты позволяли записывать также дату и время съёмки, которые при печати наносились на оборотной стороне снимка. Предусмотрена возможность предварительного выбора количества отпечатков с каждого кадра непосредственно в фотоаппарате после съёмки. Этот выбор при необходимости может быть изменён в процессе печати.
Стандарт рассчитан только на автоматическую обработку, но не допускает проявку в обычных процессорах, рассчитанных на тип-135. Это обстоятельство также послужило препятствием распространению формата, как и более высокая стоимость плёнки и её обработки по сравнению с малоформатной.
Система давала возможность автоматизации управления форматом кадра при печати, когда из негатива делается выкадровка поля трёх стандартных размеров:
- APS-H — «HD», полный кадр 30,2×16,7 мм с соотношением сторон 16:9. Размер стандартного отпечатка 4×7 дюймов[* 1];
- APS-C — «Классический» (англ. Classic) печатается поле негатива 25,1×16,7 мм с соотношением сторон 3:2. Размер стандартного отпечатка 4×6 дюймов;
- APS-P — «Панорамный» (англ. Panoramic) печатается поле негатива 30,2×9,5 мм с соотношением сторон 3:1. Размер стандартного отпечатка 4×10 или 4×11,5 дюймов[8];

Выбор формата печати может происходить непосредственно перед съёмкой в большинстве фотоаппаратов этой системы, кроме простейших. При этом информация о выбранном формате записывается на плёнку рядом с кадром, который всегда экспонируется полностью. Поэтому, в отличие от других плёнок (тип-135, тип-120 и др.), использование кадров уменьшенных размеров (например, APS-C) не увеличивает их количество. Записанные данные используются минифотолабораторией в момент печати снимков на бумаге. В случае печати снимка формата APS-C автомат печати обрезает снимок по длинной стороне, а в случае печати формата APS-P обрезка происходит по высоте. При необходимости можно принудительно задать любой формат печати, независимо от того, какой был выбран при фотосъёмке.
Одновременно с началом выпуска фотоматериалов запущено производство фотоаппаратуры и лабораторного оборудования этого формата. Выпускались фотоаппараты различных классов: от простейших до однообъективных зеркальных. Последние основывались как на существующих стандартах сменной оптики («Canon EOS IX», «Nikon Pronea 600»), так и на вновь разработанных специально для новой фотосистемы («Minolta Vectis»).
Фотокамеры APS ведут отсчёт количества снимков в обратном порядке, то есть на индикаторе показывается количество оставшихся снимков.
Индикаторы на торце кассеты означают:
- «1» (круг): новая, неэкспонированная плёнка;
- «2» (полукруг): частично экспонированная плёнка. Возможность снимать в таком режиме имеют не все фотокамеры;
- «3» (крест): полностью экспонированная, но не проявленная плёнка;
- «4» (квадрат): проявленная плёнка;

Кассета APS имеет форму, которая не позволяет неправильно вставить её в фотокамеру. Съёмка возможна, только если индикатор на кассете находится в 1-м (круг) или 2-м (полукруг) положении. После проявки плёнки индикатор занимает положение 4 (квадрат) и повторная проявка невозможна. В режимах 3 (крест) и 4 (квадрат) съёмка на плёнку невозможна, некоторые фотокамеры даже не позволяют вставить такую кассету внутрь кассетоприёмника.

## Дополнительные возможности
Просмотр проявленной фотоплёнки APS, заключённой в кассету, в домашних условиях невозможен, поэтому при проявке плёнки делается индексный отпечаток, на котором без обрезки распечатываются все кадры с плёнки. Если для кадра выбран формат APS-C или APS-P, то на индексном отпечатке это отмечено соответствующей рамкой. На индексный отпечаток также наносится номер, точно такой же, как и на кассету с проявленной плёнкой. Кроме оптически видимого номера каждая кассета снабжается магнитным, считываемым принтером. Выпускались специальные коробки, рассчитанные на хранение 12 кассет с проявленной плёнкой и 12 соответствующих индексных отпечатков.
Просмотр снимков с плёнки возможен не только на индексных отпечатках, но и на специальных APS-сканерах. Изображение негатива считывается ПЗС-матрицей, формируя видеосигнал, воспроизводимый на экране телевизора, или цифровые файлы, доступные к просмотру компьютером. Кроме контроля отснятых изображений APS-плейер позволяет автоматически создавать на экране слайд-шоу с регулировкой порядка просмотра, длительности и переходов между соседними кадрами. Это позволяет во многих случаях исключить печать фотографий, повысив гибкость системы. Большинство устройств рассчитаны на работу с компакт-дисками типа Photo CD, позволяя хранить фотографии в цифровом виде.
При разработке усовершенствованной фотосистемы изначально предполагался постепенный переход с оптической печати к цифровой, с использованием возможностей редактирования изображений, сосканированных с негатива APS. Большинство минифотолабораторий нового стандарта строились вокруг фильм-сканера соответствующего формата, формирующего файлы для цифрового принтера.